# Knechtenhuis Lange Brinkweg 28
Lange Brinkweg 28 is een gemeentelijk monument in Soest in de provincie Utrecht.
Het vroegere knechtenhuis hoorde bij de langhuisboerderij op Lange Brinkeg 28a en staat naast de kaasmakerij op Lange Brinkweg 30.
Het dak is rond het jaar 2000 met riet gedekt, de nok loopt evenwijdig aan de bijbehorende boerderij. De vensters hebben samengestelde vensters.